# Lacina Traoré
Pour les articles homonymes, voir Traoré.
Ne pas confondre avec Lassina Traoré, footballeur burkinabè né en 2001.
Lacina Traoré, né le 20 mai 1990 à Abidjan (Côte-d'Ivoire), est un footballeur international ivoirien qui évolue au poste d'attaquant.

## Biographie

### Formation
Formé à l'Académie Mimosifcom, il rejoint le Stade d'Abidjan dès son jeune âge. En 2006, il intègre l'équipe A du club et est titulaire à tous les matchs.

### Carrière en club

#### CFR Cluj (2008-2010)
En 2008, il rejoint le club roumain du CFR Cluj. 

#### FC Kouban Krasnodar (2010-2012)
Il quitte la Roumanie en 2010 pour rejoindre la Russie et le Kouban Krasnodar. Il y réalise une bonne saison en marquant à 18 reprises.

#### FK Anji Makhatchkala (2012-2014)
En 2012, signe le contrat le plus important de sa carrière avec l'Anji Makhatchkala pour une somme de 19 millions d'euros. Associé à la star camerounaise Samuel Eto'o, il confirme ses belles prédispositions en inscrivant en moyenne un but tous les deux matchs.

#### AS Monaco (2014-2018)
Le 4 janvier 2014, il rejoint l'AS Monaco en signant un contrat de quatre ans et demi. Son nouvel entraîneur, Claudio Ranieri, ne comptant pas sur lui dans l'immédiat, le club prête immédiatement. Le 24 janvier 2014, il s'engage jusqu'à la fin de la saison à Everton. Celui-ci se transforme en véritable fiasco, puisque après avoir marqué son premier but, il se blesse pour le restant de la saison.
Après ce prêt infructueux, l'Ivoirien quitte l'Angleterre et rejoint définitivement la Ligue 1 et l'AS Monaco en juillet 2014. Insuffisamment remis, Traoré subit d'emblée une fracture de fatigue au tibia. Il n'apparaît que dans 6 matchs en Ligue 1. Il marque son premier but pour Monaco le 9 novembre 2014 à Saint-Étienne, en déviant involontairement un tir lointain de Jérémy Toulalan. Affichant un niveau de jeu faible, il contraint Monaco à le placer sur la liste des transferts.
Finalement retenu pour la saison 2015/2016 à la suite du départ surprise d'Anthony Martial et enfin débarrassé de ses blessures, Traoré gagne du temps de jeu en profitant du niveau médiocre de l'autre pointe offensive du club, Guido Carrillo. Dans sa deuxième saison en Ligue 1, Lacina Traoré s'améliore vis-à-vis sa première saison à Monaco. Mais malgré quelques buts dont un quadruplé contre la modeste équipe de Saint-Jean-Beaulieu en Coupe de France (match remporté 10-2, au cours duquel il se fait également expulser), le grand Ivoirien déçoit. Régulièrement maladroit, il s'est surtout distingué cette saison-là par deux faits de jeu importants : un penalty raté à Troyes, en ayant subtilisé le ballon au tireur attitré Fabinho ; puis lors du match d'attribution de la deuxième place en Ligue 1, au Parc OL de Lyon, en étant expulsé pour deux fautes inutiles après 25 minutes de jeu. Le score étant déjà de 2-0, le naufrage annoncé s'est terminé en déroute six buts à un. Traoré termine néanmoins la saison meilleur buteur du club, toutes compétitions confondues, avec 10 réalisations.
Le 8 juillet 2016, il est prêté pour une saison au CSKA Moscou. Il inscrit un doublé lors de son premier match face au Terek Grozny mais après 21 rencontres disputées et 6 buts marqués, il change de club et est prêté au Sporting Gijón le 31 janvier 2017.
Lors de la saison 2017-2018, il est prêté pour la troisième fois d'affilée, à l'Amiens SC. Il joue 18 matchs avec l'Amiens SC et marque 0 but. À l'issue de la saison, son contrat avec l'AS Monaco n'est pas renouvelé.

#### Újpest FC (depuis 2019)
Le 23 février 2019, il retrouve un point de chute en Hongrie au Újpest FC.

### En sélection
D'abord présélectionné dans une liste de 28 joueurs par Sabri Lamouchi, Traoré ne fait finalement pas partie de la liste définitive de 23 noms pour disputer la Coupe du monde au Brésil.
Pour la Coupe d'Afrique de 2015, le nouvel entraîneur ivoirien, le Français Hervé Renard choisit Lacina pour l'attaque. Lacina reste sur le banc pendant le tournoi et apparaît que pour quelques minutes en demi-finale contre le Congo-Kinshasa. Après une victoire contre le Ghana, Lacina et les éléphants de la Côte d'Ivoire peuvent se nommer sacrés champions d'Afrique 2015.

## Palmarès

### En club
|  |  | CFR Cluj - Championnat de Roumanie - Champion : 2010 - Coupe de Roumanie - Vainqueur : 2009 et 2010 - Supercoupe de Roumanie - Vainqueur : 2009 et 2010 |

### En sélection
- Côte d'Ivoire
  - Coupe d'Afrique des nations
    - Vainqueur : 2015

## Statistiques détaillées

### En club
| Saison                | Club                  | Championnat           | Championnat | Championnat | Coupe(s) nationale(s) | Coupe(s) nationale(s) | Supercoupe | Supercoupe | Compétition(s) continentale(s) | Compétition(s) continentale(s) | Compétition(s) continentale(s) | Total | Total |
| Saison                | Club                  | Division              | M.          | B.          | M.                    | B.                    | M.         | B.         | Comp.                          | M.                             | B.                             | M.    | B.    |
| 2007-2008             | Stade d'Abidjan       | MTN Ligue 1           | 27          | 6           | 0                     | 0                     | -          | -          | -                              | -                              | -                              | 27    | 6     |
| Sous-total            | Sous-total            | Sous-total            | 27          | 6           | 0                     | 0                     | -          | -          | -                              | -                              | -                              | 27    | 6     |
| 2008-2009             | CFR Cluj              | Liga I                | 6           | 1           | 0                     | 0                     | -          | -          | -                              | -                              | -                              | 6     | 1     |
| 2009-2010             | CFR Cluj              | Liga I                | 25          | 6           | 0                     | 0                     | 0          | 0          | C3                             | 8                              | 2                              | 33    | 8     |
| 2010-2011             | CFR Cluj              | Liga I                | 13          | 7           | 1                     | 0                     | 1          | 0          | C1                             | 6                              | 2                              | 21    | 9     |
| Sous-total            | Sous-total            | Sous-total            | 44          | 14          | 1                     | 0                     | 1          | 0          | -                              | 14                             | 4                              | 60    | 18    |
| 2011-2012             | Kouban Krasnodar      | Premier-Liga          | 38          | 18          | 1                     | 0                     | -          | -          | -                              | -                              | -                              | 39    | 18    |
| Sous-total            | Sous-total            | Sous-total            | 38          | 18          | 1                     | 0                     | -          | -          | -                              | -                              | -                              | 39    | 18    |
| 2012-2013             | Anji Makhatchkala     | Premier-Liga          | 24          | 12          | 3                     | 0                     | -          | -          | C3                             | 12                             | 5                              | 39    | 17    |
| 2013-2014             | Anji Makhatchkala     | Premier-Liga          | 5           | 1           | 0                     | 0                     | -          | -          | C3                             | 2                              | 0                              | 7     | 1     |
| Sous-total            | Sous-total            | Sous-total            | 29          | 13          | 3                     | 0                     | -          | -          | -                              | 14                             | 5                              | 46    | 18    |
| 2013-2014             | Everton FC (prêt)     | Premier League        | 1           | 0           | 1                     | 1                     | -          | -          | -                              | -                              | -                              | 2     | 1     |
| Sous-total            | Sous-total            | Sous-total            | 1           | 0           | 1                     | 1                     | -          | -          | -                              | -                              | -                              | 2     | 1     |
| 2014-2015             | AS Monaco             | Ligue 1               | 6           | 1           | 0                     | 0                     | -          | -          | C1                             | 2                              | 0                              | 8     | 1     |
| 2015-2016             | AS Monaco             | Ligue 1               | 19          | 3           | 2                     | 5                     | -          | -          | C3                             | 6                              | 2                              | 27    | 10    |
| Sous-total            | Sous-total            | Sous-total            | 25          | 4           | 2                     | 5                     | -          | -          | -                              | 8                              | 2                              | 35    | 11    |
| 2016-2017             | CSKA Moscou (prêt)    | Premier-Liga          | 14          | 5           | -                     | -                     | 1          | 0          | C1                             | 6                              | 1                              | 21    | 6     |
| Sous-total            | Sous-total            | Sous-total            | 14          | 5           | -                     | -                     | 1          | 0          | -                              | 6                              | 1                              | 21    | 6     |
| 2016-2017             | Sporting Gijón (prêt) | La Liga               | 8           | 2           | -                     | -                     | -          | -          | -                              | -                              | -                              | 8     | 2     |
| Sous-total            | Sous-total            | Sous-total            | 8           | 2           | -                     | -                     | -          | -          | -                              | -                              | -                              | 8     | 2     |
| 2017-2018             | Amiens SC (prêt)      | Ligue 1               | 18          | 0           | -                     | -                     | -          | -          | -                              | -                              | -                              | 18    | 0     |
| Sous-total            | Sous-total            | Sous-total            | 18          | 0           | -                     | -                     | -          | -          | -                              | -                              | -                              | 18    | 0     |
| 2018-2019             | Újpest FC             | NB I                  | 9           | 3           | -                     | -                     | -          | -          | -                              | -                              | -                              | 9     | 3     |
| Sous-total            | Sous-total            | Sous-total            | 9           | 3           | -                     | -                     | -          | -          | -                              | -                              | -                              | 9     | 3     |
| 2019-2020             | CFR Cluj              | Liga I                | -           | -           | -                     | -                     | -          | -          | -                              | -                              | -                              | 0     | 0     |
| Sous-total            | Sous-total            | Sous-total            | -           | -           | -                     | -                     | -          | -          | -                              | -                              | -                              | 0     | 0     |
| Total sur la carrière | Total sur la carrière | Total sur la carrière | 213         | 65          | 8                     | 6                     | 2          | 0          | -                              | 42                             | 12                             | 265   | 83    |

### En sélection
| Sélection       | Année | Statistiques | Statistiques |
| Sélection       | Année | Matchs       | Buts         |
| --------------- | ----- | ------------ | ------------ |
| Côte d'Ivoire A | 2012  | 1            | 1            |
| Côte d'Ivoire A | 2013  | 6            | 3            |
| Côte d'Ivoire A | 2014  | 3            | 0            |
| Côte d'Ivoire A | 2015  | 3            | 0            |
| Côte d'Ivoire A | Total | 13           | 4            |

Mis à jour le 5 février 2015

#### Buts internationaux
| Buts en sélection de Lacina Traoré | Buts en sélection de Lacina Traoré | Buts en sélection de Lacina Traoré            | Buts en sélection de Lacina Traoré | Buts en sélection de Lacina Traoré | Buts en sélection de Lacina Traoré | Buts en sélection de Lacina Traoré | Buts en sélection de Lacina Traoré |
| #                                  | Date                               | Lieu                                          | Adversaire                         | Score                              | Résultat                           | Compétition                        |                                    |
| ---------------------------------- | ---------------------------------- | --------------------------------------------- | ---------------------------------- | ---------------------------------- | ---------------------------------- | ---------------------------------- | ---------------------------------- |
| 1.                                 | 14 novembre 2012                   | Linzer Stadion, Linz                          | Autriche                           | 0-3                                | 0-3                                | Match amical                       |                                    |
| 2.                                 | 14 janvier 2013                    | Stade Al-Nahyan, Abu Dhabi                    | Égypte                             | 2-1                                | 4-2                                | Match amical                       |                                    |
| 3.                                 | 8 juin 2013                        | Independence Stadium, Bakau                   | Gambie                             | 0-1                                | 0-3                                | Éliminatoires Coupe du monde 2014  |                                    |
| 4.                                 | 16 juin 2013                       | Benjamin Mkapa National Stadium, Dar es Salam | Tanzanie                           | 1-1                                | 2-4                                | Éliminatoires Coupe du monde 2014  |                                    |

## Controverse de 2018
Ibrahim Koné, président du club de l'Étoile Sportive d’Abobo (ESA), accuse en 2018, Lacina Traoré d'avoir menti sur son identité. Il s’appellerait en réalité Traoré Ménéné et serait né en 1988 et non en 1990. Ibrahim Koné demande également à ce que l'ESA soit reconnu comme son club formateur de manière à toucher des indemnités.
Le 4 avril 2018, Lacina Traoré répond dans le journal L'Équipe et qualifie les propos d'Ibrahim Koné de « mensongers ».